# 山鹿のピアノ
「山鹿のピアノ」（やまがのピアノ）は、2014年10月 - 11月、NHKの音楽番組『みんなのうた』で放送された曲。作詞：遊なおこ、作曲：樋口了一、歌：エンドレスライス。

## 概要
大正時代に木工職人の兄弟によって見よう見まねで作られた、現在は熊本県山鹿市の山鹿市立博物館（北緯33度01分30.6秒 東経130度39分58.7秒 / 北緯33.025167度 東経130.666306度）にあるピアノがこの歌の題材となっている。兄弟の名字から「木村ピアノ」と呼ばれていて、2009年に修理され所有者から博物館に贈呈された。
映像の実写部分に山鹿市立山鹿小学校の生徒やくまモンの看板など熊本県の所在地・名物が登場している。
再放送は2015年4月～5月（リクエスト）のみ。それ以降再放送はなし。